# Boyton (Suffolk)
Boyton – wieś w Anglii, w hrabstwie Suffolk, w dystrykcie East Suffolk. Leży 4 km na południowy wschód od miasta Ipswich i 108 km na północny wschód od Londynu. W 2001 miejscowość liczyła 154 mieszkańców.